# 1824 Haworth
Az 1824 Haworth (ideiglenes jelöléssel 1952 FM) a Naprendszer kisbolygóövében található aszteroida. Az Indianai Egyetem fedezte fel 1952. március 30-án.